# نبرد سوم خارکوف
سومین نبرد خارکوف نبردی در طی جنگ جهانی دوم بود که در از ۱۹ فوریه تا ۱۵ مارس سال ۱۹۴۳ میان ورماخت و ارتش سرخ رخ داد و در نهایت با پیروزی آلمانی‌ها به پایان رسید.